# Paradoxe du grand-père
 (février 2017).
Si vous disposez d'ouvrages ou d'articles de référence ou si vous connaissez des sites web de qualité traitant du thème abordé ici, merci de compléter l'article en donnant les références utiles à sa vérifiabilité et en les liant à la section « Notes et références ».
Le paradoxe du grand-père est un paradoxe temporel dont le but est de rendre compte du caractère problématique ou improbable du voyage dans le temps rétrograde : un voyageur temporel se projette dans le passé et tue son grand-père avant même que ce dernier ait eu des enfants. De ce fait, il n'a donc jamais pu venir au monde. Mais, dans ce cas, comment a-t-il pu effectuer son voyage et tuer son grand-père ? 
Ce paradoxe a stimulé l'imagination d'auteurs de science-fiction et de philosophes tentant d'y apporter une réponse plausible. Qu'advient-il donc du voyageur temporel ? Il pourrait : 
- se retrouver dans un plan de réalité autre que celui qu'il a quitté et dans lequel son grand-père n'a pas encore eu d'enfants (auquel cas le grand-père est tué par un « étranger ») ;

- être pris dans une boucle temporelle infinie dans son seul et unique plan de réalité (sorte d'effet Larsen) où il serait sans cesse amené à perpétuer son acte ou encore ;

- être projeté dans un nouveau plan de réalité où lui-même et tous ses ascendants n'existent pas (ses ascendants appartenant alors à un plan de réalité différent), ce qui le mettrait de fait dans l'impossibilité de perpétrer son acte…

## Historique
Ce paradoxe semble apparaître pour la première fois sous cette forme exacte dans un ouvrage de René Barjavel, Le Voyageur imprudent, en 1944. Mais des paradoxes au moins aussi redoutables avaient déjà été soulevés quelques années auparavant par Robert Heinlein, en particulier dans By His Bootstraps (1941).
Barjavel laisse le lecteur en suspens dans cette twilight zone avant la lettre sur laquelle il termine son livre. L'apparition de la théorie d'Hugh Everett en 1957 apporta — en tout cas si on l'admettait — une résolution élégante du paradoxe. Des auteurs de science-fiction comme Roger Zelazny dans son cycle des Princes d'Ambre mais aussi Keith Laumer, Alfred Bester, Damon Knight, Fredric Brown, Clifford D. Simak et beaucoup d'autres mirent cette idée à profit, ainsi que la série de science-fiction Code Quantum. Ces idées ont davantage servi la littérature de science-fiction que la physique, mais on pourra cependant se reporter à l'expérience de Marlan Scully. Également, ce thème est largement développé dans la série de BD Universal War One de Denis Bajram.

## Solution
Il existe plusieurs solutions pour tenter de résoudre le paradoxe du grand-père, dont notamment celle passant par la théorie des mondes possibles :
En tuant son ancêtre, on entraînerait une modification du futur et une ramification de l'espace-temps. Ceci soutient la thèse des univers parallèles et des univers bulles (ou branches). En d'autres termes, une ligne de causalité irait de t1 (moment où mon grand-père meurt si j'effectue mon voyage dans le temps) à t2 (moment où j'effectue mon voyage dans le temps, impliquant donc une autre ligne de causalité allant de t2 à t1 éventuellement instantanée), et une autre ligne de causalité irait de  t1 à t3 (moment dans lequel je n'existe pas puisque mon grand-père est mort en t1). Or, selon cette théorie des mondes possibles, t2 et t3 n'appartiennent pas au même monde, ce qui permet de résoudre la contradiction (je ne suis pas à la fois non-né et vivant en t2, mais vivant en t2 et non-né en t3).
Donc, si la thèse des univers parallèles est prise en compte et qu'une ramification ou bifurcation de l'espace-temps est entraînée, dans l'univers parallèle « original », le futur se déroulerait comme on le connaît ; mais dans un autre futur, nous n'existerions pas.
Cela pose toutefois un autre problème à résoudre : comment t1 peut-il appartenir à deux mondes différents, deux chaînes de causalité distinctes et contradictoires, l'une dans laquelle mon grand-père vit et dans laquelle je nais, pour ensuite revenir dans le passé et tuer mon grand-père, et l'autre dans laquelle mon grand-père meurt et dans laquelle je ne reviens pas dans le passé puisque je ne suis jamais né ? Pour expliquer ce paradoxe, la théorie des mondes possibles doit donc ici admettre l'interaction entre au moins deux mondes.

## Variantes
Le paradoxe du « grand-père » ou paradoxe de Barjavel soutient l'hypothèse dans laquelle nous tuerions notre grand-père. Cependant, nous pourrions retourner dans le passé et nous tuer nous-mêmes. Ainsi il ne s'agirait plus d'un « suicide », mais plutôt du meurtre d'une autre personne, à savoir soi-même. Les paradoxes temporels montrent ainsi la limite du vocabulaire des langues actuelles.
Une autre variante : supposons qu'un individu crée une machine à voyager dans le temps. Après avoir terminé sa machine, il remonte le temps pour se rencontrer dans le passé et se convaincre de ne pas construire cette machine. Ainsi, la machine n'existe pas, donc il n'a pas pu remonter le temps pour se convaincre de ne pas construire cette machine à voyager dans le temps.

## Cas particuliers
Un cas intéressant est celui où, un voyageur temporel ayant causé des dégâts graves, on tente de remédier aux problèmes en détruisant le dispositif de voyage dans le temps avant qu'il ne soit utilisé. C'est, par exemple, ce qui arrive à la fin d'un épisode de La Ligue des justiciers, ou quand les Animorphs neutralisent un ennemi avant qu'il n'utilise la machine à remonter le temps. Curieusement, ce cas particulier se résout : dans le cas de la Ligue des justiciers, l'utilisation de la machine conduit à sa destruction avant son utilisation, donc une incohérence. Mais l'autodestruction de la machine au moment de la tentative d'utilisation est cohérente (même si l'appareil s'autodétruit sans aucune raison dans sa propre ligne de temps). Finalement, tout se passe comme si l'histoire faisait un raisonnement par l'absurde et choisissait l'option cohérente (conforme au principe de cohérence de Novikov) après être arrivée à une contradiction.
Dans un épisode de la série Futurama, Fry remonte dans le temps grâce à une fissure temporelle, et malgré le conseil du professeur Farnsworth, il va à la rencontre de son grand-père. Il décide finalement de l'enfermer dans un abri pour le protéger et ainsi assurer sa descendance, mais il se trouve que l'abri était dans une zone d'essais nucléaires. Quand Fry apprend la mort de son grand-père, il s'étonne de ne pas avoir disparu, mais on voit plus tard qu'il avait couché avec sa grand-mère. Fry est donc son propre grand-père.
Dans le même genre, dans la série de science-fiction humoristique britannique Red Dwarf, le héros humain Dave Lister est en fait son propre père (ce qui empêche, dit-il, l'extinction de l'humanité). De plus, les enfants qu'il a eus avec son double féminin d'une autre dimension sont donc ses fils mais aussi ses demi-frères...
Le film de Disney Bienvenue chez les Robinson y fait sans doute allusion puisque Lewis, un génie de douze ans, voit arriver devant lui Wilbur Robinson, qui vient du futur grâce à une machine à remonter le temps conçue par son père... qui est le futur Lewis, comme on ne l'apprend qu'à la fin. Lewis utilise sa future invention pour observer son propre abandon devant un orphelinat étant bébé, mais n'intervient pas pour interroger sa mère biologique sur son geste : il sait qu'il risquerait de compromettre bien des choses à commencer par la venue au monde de Wilbur et s'évite ainsi un paradoxe du grand-père.
Autre cas, le film Star Trek de J. J. Abrams en 2009 nous fait le récit d'un voyage temporel. En effet, Néro, en passant dans le trou noir qu'a créé Spock, revient 129 ans en arrière, et tue alors George Kirk, au moment de la naissance de son fils, James Tiberius Kirk. Or, dans le passé originel d'où vient Néro, George Kirk n'a pas été tué par un Romulien (Néro) venu du futur, et a alors vieilli aux côtés de son fils. Le paradoxe s'explique (sous l'explication de Spock) par le fait que c'est une réalité parallèle qui s'est formée au moment du passage dans le vortex. Ainsi, ce qui s'est passé pendant les 129 ans avant l'entrée de Néro dans le trou noir ne s'est tout simplement jamais passé, et c'est un présent vierge qui se façonne dans cette nouvelle réalité. Ainsi, il n'y a pas vraiment de paradoxe.
Dans le film Retour vers le futur, dont le thème est justement les paradoxes temporels, le héros en fait le constat après son retour : dans le premier opus, Marty étant retourné dans le passé, sa mère Lorraine se retrouve éprise de lui car Marty (et non son père George) s'est fait renverser par la voiture du père de sa mère, ce qui fait que les parents de Marty n'ont pas été au bal ensemble, ne sont pas tombés amoureux et ne se sont donc jamais mariés, Marty n'étant donc jamais venu au monde. Dans le second opus, on peut y voir une modification complète du présent à la suite de l'envoi vers le passé d'un almanach des sports par Biff Tannen à lui-même jeune et lui (se) permettant de devenir riche. Dans le troisième opus, on peut voir, à la suite d'une modification du temps, le changement de nom d'un ravin.
Dans le film Prédestination, le héros voyage dans le temps à la recherche d'un criminel. Il se trouve qu'il croise à plusieurs reprises sa propre route pour révéler finalement qu'il est à la fois son propre père et sa propre mère. Il découvre également que le criminel qu'il recherche est lui-même, cherchant à éviter d'autres catastrophes futures. Nous avons donc ici un personnage qui n'a pas de parenté biologique avec un autre être humain que lui-même, créant sa propre existence et sa propre mort. Un des personnages du film le définit d'ailleurs comme « un cadeau offert par un paradoxe de prédestination, libre et sans aucun ancêtre ».
Les jeux vidéos Pokémon font aussi référence aux paradoxes temporels. Dans Explorateurs de l'ombre, du temps, et du ciel (qui se déroule dans le passé lointain), le héros, qui provient du mauvais futur, est renvoyé dans le passé par Darkrai et rencontre le partenaire dans le passé, et vers la fin du jeu, les deux rencontrent Dialga Primal et réussissent à le battre dans un combat, permettant à Dialga Primal de revenir au normal et altérant le futur en conséquence, cependant, comme le mauvais futur est enlevé de la chronologie et remplacé par le futur altéré, le héros commence à disparaître lentement de l'existence, assez lentement pour dire ses derniers mots au partenaire, et après la disparition du héros, le partenaire pleure pour le héros disparu. La même chose a failli se reproduire dans Légendes Arceus, lorsque le protagoniste rencontre Percupio et Giratina au sommet du Mont Couronné et réussit à les battre dans un long combat, empêchant les plans de Percupio de recréer l'univers dans son image de devenir réalité et altérant encore une fois le futur en conséquence, mais cette fois-ci, malgré le fait que le mauvais futur est de nouveau enlevé de la chronologie et remplacé par le futur altéré, le protagoniste ne disparaît pas, mais au contraire continue d'exister, et c'est ainsi qu'on connaît que le protagoniste ne provient pas du (mauvais) futur, mais au contraire provient du passé, et par conséquent, le jeu ne se déroule pas dans le passé, mais au contraire se déroule dans le futur post-apocalyptique.